# Bezsennik, czyli o czym dziewczyny rozmawiają nocą
Bezsennik, czyli o czym dziewczyny rozmawiają nocą – seria książek Liliany Fabisińskiej dla młodzieży, opowiadająca o czterech gimnazjalistkach, które poznają się w nowej szkole na początku roku szkolnego i zaprzyjaźniają ze sobą, zakładając Sekretne Siostrzane Bractwo Zeta i razem przeżywając nietypowe przygody.
Seria składa się z piętnastu części:
1. Burza z piorunami
2. Kłopotliwe ognisko
3. Wszystkiego najlepszego
4. Andrzejkowa przepowiednia
5. Gwiazdka z nieba
6. Karnawałowy niewypał
7. Miłość czeka za rogiem
8. Na ratunek
9. Paryska karuzela
10. Całować czy nie całować?
11. Nowy tydzień, nowa miłość
12. Wszystko o Żabie
13. Wszystko o Julce
14. Wszystko o Zuzce
15. Wszystko o Emmie

## Główne bohaterki
Katarzyna "Żaba" Żabniak – urodzona 11 listopada, mieszka w starym domu z pięknym ogrodem. Jej babcia jest hrabianką, mama pracuje jako weterynarz, a tata w biurze. W szkole podstawowej przyjaźniła się z dziewczyną o imieniu Asia, lecz wyjechała ona z rodzicami do Niemiec po szóstej klasie. Jest świetną lekkoatletką. Od dzieciństwa śpi z przytulanką, pieskiem Feliksem, ma też suczkę Etnę i kotkę Lawę. Od początku gimnazjum jest zakochana w Tomku, jednak ten wyjeżdża na stypendium do USA, a Kasia jest przekonana, że znalazł sobie nową dziewczynę – Sylwię. W Paryżu poznaje Piotrka i zakochuje się w nim, później ma dylemat, którego z nich wybrać, ostatecznie jednak decyduje się na Tomka. W pierwszych 11 częściach cyklu ma 13 lat, później – 14. Lubi pisać piórem i oglądać telewizję.
Emma Adams – pół-Polka, pół-Angielka. Zanim jej rodzice się rozwiedli mieszkała w Anglii w wielkim domu z ogrodem, potem przeprowadziła się do Polski z mamą i młodszymi braćmi bliźniakami: Markiem i Robinem. Zajmują ciasne dwupokojowe mieszkanie babci. Jest o rok starsza od pozostałych dziewczyn. Ma talent wokalny, ale jej słabym punktem jest matematyka. W ostatnim tomie cyklu dostaje trzypokojowe mieszkanie i rolę w filmie. Emma jest zakochana w Krzyśku Więcku.
Zuzanna Zawadzka – interesuje się fotografią. Na początku pierwszej klasy wygrała szkolny konkurs na fotoreportaż z życia szkoły i w nagrodę otrzymała nowy aparat. Ma pełnoletnią siostrę Agatę. Mieszka w dwupokojowym mieszkaniu bardzo blisko szkoły. Przewodnicząca klasy. Jej matka uczy fizyki i chemii w jej gimnazjum (a od szóstego tomu także w jej klasie), a ojciec, z zawodu aktor, jest agentem ubezpieczeniowym. Zuzia jest przywódczynią Bractwa Zeta. Zawsze opanowana, logicznie myśląca w każdej sytuacji. Gdy Bractwo Zeta jest w tarapatach, Zuzka zawsze wie co robić i ma genialne pomysły. Gdy Agata zaszła w ciążę Zuzka wstąpiła do sekty, lecz wszystko skończyło się dobrze.
Julia Ździebełko – wegetarianka, wielkoduszna poetka. Swoje wiersze notuje w zeszycie, który nazywa Tobiaszkiem. Jej rodzice to zamożni ludzie, mają sieć pralni i znajdują się na liście najbogatszych Polaków. Julka wydaje się być oderwaną od rzeczywistości anielicą. Swoimi poetyckimi przemowami niejedną osobę wprawia w zdumienie. Świetnie radzi sobie w kuchni. Nie ma rodzeństwa, choć zawsze chciała je mieć. Początkowo zauroczona 27-letnim sprzedawcą w sklepie, Władziem Wątróbskim, później zakochuje się w Mateuszu z jej klasy. W tomie Miłość czeka za rogiem zakłada bloga. Uważana jest za biedną. W tomie Całować czy nie całować chce popełnić samobójstwo z przyczyn sercowych, na szczęście wszystko dobrze się kończy.

## Treść utworów

### Burza z piorunami
Rozpoczyna się kolejny rok szkolny, dla Kasi Żabniak jest to pierwszy rok w nowym gimnazjum, oddalonym od jej domu o spory kawałek drogi. Dziewczyna nie zna tam nikogo, ponieważ wraz ze swoją przyjaciółką Asią, planowała iść do gimnazjum połączonego z jej podstawówką, mieszczącego się w tym samym budynku. Jednak Aśka niespodziewanie musiała wyjechać wraz z rodziną do Niemiec, więc Kasia, aby podnieść ją na duchu, obiecała przyjaciółce, że także pójdzie do innej szkoły, w której nie zna nikogo. Pierwszego dnia denerwuje się i zastanawia, czy znajdzie przyjaciółki w nowej szkole. Przed drzwiami do sali spotyka dziewczynę, którą pyta, czy chciałaby usiąść z nią w jednej ławce. Dziewczyna kiwa głową i każe Kasi wejść do środka. Żaba siada w pierwszej ławce i wysuwa krzesło, robiąc miejsce nowopoznanej koleżance. Ta jednak oznajmia klasie, iż jest ich nową wychowawczynią i że są pierwszą klasą, którą uczy. Nauczycielka dobiera uczniów alfabetycznie w czteroosobowe grupy, które mają przygotować prezentację na temat państwa, zaczynającego się na literę, na którą rozpoczyna się nazwisko któregoś z członków grupy. W ostatniej grupie są tylko 3 osoby: Zuzia Zawadzka, Kasia Żabniak i Julka Ździebełko. Po lekcjach Zuzia zaprasza do siebie Kasię i Julkę. Najpierw każda z nich pisze, co sobie pomyślała na pierwszy rzut oka o pozostałych, a potem dopisuje coś o sobie. Następnie postanawiają przygotować referat o Zambii i zakładają Bractwo Zet.

### Kłopotliwe ognisko
Żaba zaprasza Julkę i Zuzkę na grilla. Dziewczyny mają kłopot z rozpaleniem ogniska, w końcu pomaga im w tym strażak wezwany przez kuzynkę sąsiadów Żaby. Przyjechał też policjant i jeden inny strażak.  Poczęstowali się jedzeniem z ogniska.
Bractwo ma kolejnego gościa, Radka, prześladowcę Żaby z przedszkola, który wpada w oko Zuzce.
Później dziewczyny poznają Emmę, którą postanawiają włączyć do bractwa i zmienić nazwę na Bractwo Zeta.

### Wszystkiego najlepszego
Klasowe wybory przewodniczącego klasy wygrywa Zuzia, a Julka, Żaba i Emma zostają jej zastępczyniami. Skarbniczka Karolina zbiera pieniądze na zbliżający się Dzień Nauczyciela i każe Bractwu kupić dla nauczycieli upominki.
Podczas prezentacji ich referatu do szkoły wpada matka Emmy, pokazując pocięte ubrania Emmy z liścikiem podpisanym "Żaba, Julka, Zuzka" i chce zabrać Emmę ze szkoły.
Później Julka zaprasza dziewczyny do swojego ogromnego domu. Dziewczyny, siedząc w pokoju Julki, słyszą jak tata Julki na nią krzyczy, ale gdy dowiaduje się, że w domu są jej koleżanki, zmienia się w ojca na medal.

### Andrzejkowa przepowiednia
Bractwo Zeta przeprowadza akcję Znicz. Klasa nie może zdecydować na co przeznaczą zebrane pieniądze, ale nikt nie wie, że dziewczyny, już postanowiły przeznaczyć je na pomoc dzieciom w Zambii. Skarbniczka Karolina proponuje, by wesprzeć organizację prowadzoną przez jej ciotkę, opiekującą się emerytowanymi stewardesami.
Emma jest chora i z nieznanych pozostałym dziewczynom powodów, nie chce się z nimi widzieć. Okazuje się, że Emma wstydzi się zaprosić przyjaciółki do siebie, ponieważ ma bardzo małe mieszkanie.
Dziewczyny przygotowują front przeciwko Karolinie.

### Gwiazdka z nieba
Dziewczyny postanawiają zorganizować akcję przygotowania mikołajkowych prezentów dla dzieci z domu dziecka, jednak sprawa nie jest taka prosta jak by się mogło wydawać.
Żaba dowiaduje się, że Tomek ma złamaną nogę i czuje się winna z tego powodu.
Dziewczyny robią świąteczne zakupy w supermarkecie i wskutek nieprzewidzianych okoliczności spędzają w nim noc. Nad ranem zostają uwolnione przez policję.

### Karnawałowy niewypał
Dziewczyny nie spędzają razem nocy sylwestrowej z powodu ospy, którą od braci Emmy zaraziła się najpierw Emma, potem Żaba i niemal równocześnie Zuzka i Julka, więc każda zostaje w swoim domu. Żabę odwiedza jej chłopak Tomek, ale ona nie chce, by ją widział. Kiedy do pokoju wchodzi mama i zapala światło, Żaba wyrzuca Tomka z domu.
Krzyś Więcek zdradza Emmę, ale zdrada okazuje się pomyłką.
Na imprezie Krzysiek i Radek (chłopak Zuzki) rzucają petardami z balkonu i ranią małego chłopca, któremu Zuzia udziela pierwszej pomocy. Chłopaków zabiera policja, a pozostali się rozchodzą. Tomek uczy Żabę pierwszej pomocy, ale sztuczne oddychanie robi przez specjalną gumową chusteczkę.
Zuzia zwierza się przyjaciółkom, że jest na diecie i gdy wszystkie oprócz niej jedzą smakołyki, ta nagle mdleje.

### Miłość czeka za rogiem
Zbliżają się ferie, które dziewczyny mają spędzić w górach. Julka jednak odmawia wyjazdu, a to za sprawą Władzia Wątróbskiego, w którym jest zakochana. Żaba, Emma i Zuzia obmyślają plan, w którym dowiedzą się wszystkiego o Władziu, ale nie wszystko idzie po ich myśli. Udaje im się namówić Julkę do wyjazdu na ferie, ale w górach dowiaduje się ona prawdy o Władziu. Przed wyjazdem Julka zakłada bloga, na którym zwierza się ze wszystkiego. Jednym z jej czytelników jest Adaś, w którym dziewczyna się zakochuje.

### Paryska karuzela
Po maturze mamy Emmy państwo Ździebełkowie, wdzięczni za uratowanie ich sieci, zapraszają wszystkich na lody do najdroższej w mieście kawiarni. Tata Julki składa mamie Emmy pewną propozycję. Kilka dni później Żaba dowiaduje się, że Tomek wyjeżdża na wycieczkę z koleżankami.
W konkursie dziewczyny wygrywają wycieczkę do Paryża. W autokarze Żaba podsłuchuje jak inne koleżanki planują zrobić coś co Julka zapamięta na zawsze. W Paryżu Żabę potrąca rowerem chłopak, który okazuje się Polakiem i zakochuje się w niej od pierwszego wejrzenia.

### Całować czy nie całować
Pomimo że Kasia jest z Piotrkiem szczęśliwa, ma wrażenie, że chodzi z dwoma chłopakami naraz. Przed powrotem do Polski w drzwiach autokaru czule żegna się z Piotrkiem. W podróży zatrzymują się przy restauracji. Wychodząc z niej, dziewczyny znajdują w gęstej mgle, a tymczasem ich autokar odjeżdża. Dzięki Emmie udaje im się porozumieć z kierowcą nadjeżdżającego mikrobusu.

### Nowy tydzień, nowa miłość
Starsza siostra Zuzki - Agata jest w ciąży. Wraca ze studiów do maleńkiego mieszkanka państwa Zawadzkich. Zajmuje pokój Zuzi a Zuzia musi spać na podłodze w sypialni rodziców. Agata nie chce się przyznać kto jest ojcem dziecka i ciągle narzeka. Zuzka ma dość. Nie wyobraża sobie życia z płaczącym dzieckiem w jej małym domu.
Następnego dnia w szkole zwierza się swoim przyjaciółkom, że kogoś poznała. Zakochała się w nim i zamierza mieć spokój, i wprowadzić się do jego pustego domu. Po ostrzeżeniach i dobrych radach Żaby, Julki i Emmy ucieka niezauważenie ze szkoły. Zuzka zaginęła. Zgłoszono sprawę na policję, wywieszono ogłoszenia. Wiola po przygodzie w Paryżu, zmieniła się. Gdy zobaczyła ogłoszenie o zaginięciu Zuzy postanowiła opowiedzieć co podejrzewa. Wszystko prowadzi do jednego. Zuzka jest w sekcie.

### Wszystko o Żabie
Kasia jest chora na świnkę i cały czas spędza w domu, nie mogąc spotykać się z przyjaciółkami. Dla zabicia nudy pisze listy po angielsku do dziewczyn z innych państw.
Dziewczyny wykują własne paszporty, w których opisują siebie same i swoje tajemnice. Kaśka, korzystając z pomysłu babci, w zeszycie zatytułowanym "Wszystko o Żabie" pisze o sobie 100 faktów. Podczas wizyty przyjaciółek dowiaduje się od nich, że do szkoły wrócił nauczyciel chemii, który oskarża zastępującą go panią Zawadzką (mamę Zuzi) o to, iż niczego nie nauczyła klasy i chce, aby ją zwolniono. Wszystkim (nawet nieobecnej Kasi) wpisuje jedynki z klasówki.
10 listopada na kontroli u lekarza Żaba dowiaduje się, że jest już zdrowa i od razu idzie przenocować do Zuzi. Po północy dziewczyny śpiewają Kasi "Sto lat" i składają jej życzenia urodzinowe, zdumione, że Żaba zapomniała o swoich urodzinach. Rano znajduje w domu kwiaty od Tomka, który jest w Stanach Zjednoczonych na stypendium. Niespodziewanie jednak ją odwiedza i spędzają razem cały wieczór a potem zasypiają. Nazajutrz przytulonych na podłodze znajduje babcia. Telefonującemu Piotrkowi Kasia mówi, że kocha tylko Tomka.
Klasa jedzie na wycieczkę do stadniny koni, w której Kasia spędziła wakacje po ukończeniu szóstej klasy i zakochała się tam kiedyś w Michale, synu właścicielki stadniny. Na samym początku wycieczki spotyka go. Wieczorem wymyka się z pokoju do stajni w poszukiwaniu Kamyczka – źrebaka, któremu kiedyś pomogła wrócić do zdrowia.

### Wszystko o Julce
Rodzice wysyłają Julkę do Mediolanu na Sylwestra. Od Żaby dowiaduje się, że Mateusz, jej chłopak, postanawia zrobić coś okropnego, więc postanawia jak najszybciej wrócić do domu pociągiem. W drodze do domu poznaje Anabelle, Mariettę, Paolo i Maurizie oraz ich dzieci. W domu czeka na nią niespodzianka.

### Wszystko o Zuzce
Zuzka przeżywa fakt, że jej siostra z mężem i dzieckiem jednak się nie wyprowadzają. W jej życiu znowu pojawia się Radek, który pragnie ją odzyskać za wszelką cenę.

### Wszystko o Emmie
Do Polski wraca ojciec Emmy. Ona nie chce się z nim widzieć, ale mama namawia ją do spotkania z tatą. Okazuje się, że panu Adamsowi zależy tylko na pieniądzach Emmy, które dostała od babci wraz z mieszkaniem. Tymczasem pani Adams spotyka się z innym mężczyzną, choć Emma przez jakiś czas myśli, że jej rodzice zeszli się. Emma dostaje rolę w musicalu, sądząc, że otrzymała ją za sprawą Krzyśka Więcka.